# Diócesis de Armidale
La diócesis de Armidale (en latín: Dioecesis Armidalensis y en inglés: Roman Catholic Diocese of Armidale) es una circunscripción eclesiástica de la Iglesia católica en Australia. Se trata de una diócesis latina, sufragánea de la arquidiócesis de Sídney. Desde el 26 de febrero de 2025 su obispo es Peter Mel Murphy.

## Territorio y organización
La diócesis tiene 91 500 km² y extiende su jurisdicción sobre los fieles católicos de rito latino residentes en la parte noroccidental del estado de Nueva Gales del Sur.
La sede de la diócesis se encuentra en la ciudad de Armidale, en donde se halla la Catedral de los Santos María y José.
En 2023 en la diócesis existían 24 parroquias.

## Historia
La diócesis fue erigida el 28 de noviembre de 1862 mediante el breve Ex debito del papa Pío IX, obteniendo el territorio de la arquidiócesis de Sídney.
El 28 de enero de 1863 la Santa Sede concedió al arzobispo de Sídney la facultad de nominar un obispo para Armidale. En mayo del mismo año el arzobispo de Sídney eligió a Samuel Augustin Sheehy, O.S.B.. Ese nombramiento, sin embargo, no fue ratificado por la Santa Sede, que el 23 de enero de 1865 eligió a James Bernard Hayes, O.E.S.A., quien no aceptó. Recién en 1869 fue elegido el primer obispo que fue consagrado y tomó posesión de la diócesis.
El 10 de mayo de 1887 la diócesis cedió partes de su territorio para la erección de las diócesis de Grafton (hoy diócesis de Lismore) y Wilcannia (hoy diócesis de Wilcannia-Forbes) mediante el breve Ex debito pastoralis del papa León XIII. Simultáneamente la sección norte de la diócesis de Maitland fue cedida a la diócesis de Armidale (parroquias de Tamworth y Gunnedah).
El 6 de noviembre de 1961, con la carta apostólica Vinculum pulcherrimum, el papa Juan XXIII proclamó a la Santísima Virgen María del Rosario, patrona principal de la diócesis.

## Estadísticas
Según el Anuario Pontificio 2024 la diócesis tenía a fines de 2023 un total de 42 699 fieles bautizados.
| Año                                                                             | Población            | Población | Población      | Sacerdotes | Sacerdotes    | Sacerdotes    | Bautizados por sacerdote | Diáconos permanentes | Religiosos | Religiosos | Parroquias |
| Año                                                                             | Bautizados católicos | Total     | % de católicos | Total      | Clero secular | Clero regular | Bautizados por sacerdote | Diáconos permanentes | Varones    | Mujeres    | Parroquias |
| ------------------------------------------------------------------------------- | -------------------- | --------- | -------------- | ---------- | ------------- | ------------- | ------------------------ | -------------------- | ---------- | ---------- | ---------- |
| 1949                                                                            | 25 000               | 133 000   | 18.8           | 38         | 36            | 2             | 657                      |                      | 17         | 238        | 25         |
| 1959                                                                            | 28 894               | 140 881   | 20.5           | 51         | 45            | 6             | 566                      |                      | 36         | 207        | 25         |
| 1966                                                                            | 30 592               | 148 100   | 20.7           | 60         | 56            | 4             | 509                      |                      | 30         | 206        | 56         |
| 1970                                                                            | 37 500               | 150 800   | 24.9           | 57         | 51            | 6             | 657                      |                      | 30         | 214        | 29         |
| 1980                                                                            | 42 016               | 183 000   | 23.0           | 48         | 44            | 4             | 875                      |                      | 17         | 146        | 25         |
| 1990                                                                            | 35 455               | 158 699   | 22.3           | 40         | 38            | 2             | 886                      |                      | 14         | 83         | 26         |
| 1999                                                                            | 40 244               | 163 943   | 24.5           | 30         | 27            | 3             | 1341                     |                      | 8          | 58         | 27         |
| 2000                                                                            | 40 110               | 162 810   | 24.6           | 29         | 25            | 4             | 1383                     |                      | 8          | 49         | 27         |
| 2001                                                                            | 42 280               | 161 734   | 26.1           | 29         | 23            | 6             | 1457                     |                      | 10         | 60         | 27         |
| 2002                                                                            | 41 437               | 158 685   | 26.1           | 35         | 30            | 5             | 1183                     |                      | 11         | 54         | 27         |
| 2003                                                                            | 39 233               | 159 943   | 24.5           | 36         | 30            | 6             | 1089                     |                      | 11         | 55         | 25         |
| 2004                                                                            | 47 343               | 161 083   | 29.4           | 34         | 28            | 6             | 1392                     |                      | 10         | 53         | 25         |
| 2005                                                                            | 39 891               | 162 745   | 24.5           | 33         | 27            | 6             | 1208                     |                      | 11         | 44         | 25         |
| 2006                                                                            | 43 223               | ?         | ?              | 32         | 27            | 5             | 1350                     |                      | 10         | 43         | 25         |
| 2007                                                                            | 43 706               | 152 042   | 28.7           | 32         | 27            | 5             | 1365                     | 1                    | 8          | 45         | 25         |
| 2012                                                                            | 42 893               | 182 000   | 23.6           | 33         | 28            | 5             | 1299                     | 1                    | 7          | 28         | 25         |
| 2015                                                                            | 45 295               | 176 543   | 25.7           | 30         | 27            | 3             | 1509                     | 2                    | 5          | 18         | 25         |
| 2018                                                                            | 41 004               | 170 017   | 24.1           | 37         | 32            | 5             | 1108                     | 2                    | 5          | 18         | 25         |
| 2020                                                                            | 43 600               | 178 700   | 24.4           | 36         | 30            | 6             | 1211                     | 2                    | 6          | 18         | 25         |
| 2022                                                                            | 42 490               | 184 229   | 23.1           | 35         | 29            | 6             | 1214                     | 2                    | 6          | 17         | 25         |
| 2023                                                                            | 42 699               | 182 103   | 23.4           | 34         | 28            | 6             | 1255                     | 2                    | 6          | 20         | 24         |
| Fuente: Catholic-Hierarchy, que a su vez toma los datos del Anuario Pontificio. |                      |           |                |            |               |               |                          |                      |            |            |            |

## Episcopologio
- Samuel John Augustine Sheehy, O.S.B. † (mayo de 1863-1865 renunció) (administrador apostólico)
- James Bernard Hayes, O.E.S.A. † (23 de enero de 1865-1866 renunció) (obispo electo)

- Thomas Timothy O'Mahony † (1 de octubre de 1869-2 de agosto de 1877 renunció[nota 1])
- Elzeario Torreggiani, O.F.M.Cap. † (4 de febrero de 1879-28 de enero de 1904 falleció)
- Patrick Joseph O'Connor † (28 de enero de 1904 por sucesión-15 de julio de 1932 falleció)
- John Aloysius Coleman † (15 de julio de 1932 por sucesión-22 de diciembre de 1947 falleció)
- Edward John Doody † (11 de marzo de 1948-9 de abril de 1968 falleció)
- James Darcy Freeman † (18 de octubre de 1968-9 de julio de 1971 nombrado arzobispo de Sídney)
- Henry Joseph Kennedy † (6 de diciembre de 1971-26 de abril de 1991 retirado)
- Kevin Michael Manning † (26 de abril de 1991-10 de julio de 1997 nombrado obispo de Parramatta)
- Luc Julian Matthys † (17 de marzo de 1999-7 de diciembre de 2011 retirado)
- Michael Robert Kennedy (7 de diciembre de 2011-2 de febrero de 2023 nombrado obispo de Maitland-Newcastle)
  - Sede vacante (2023-2025)
- Peter Mel Murphy, desde el 26 de febrero de 2025